# Esenbeckia cornuta
Esenbeckia cornuta är en vinruteväxtart som beskrevs av Adolf Engler. Esenbeckia cornuta ingår i släktet Esenbeckia och familjen vinruteväxter. Inga underarter finns listade i Catalogue of Life.